# Meine Lippen lügen nicht
Meine Lippen lügen nicht ist eine US-amerikanische Musik- und Liebesromanze von John G. Blystone. Lilian Harvey ist hier in ihrer zweiten Hollywood-Produktion zu sehen. Dem Film liegt ein Stück von Attila Orbók und Jacques Natanson zugrunde.

## Handlung
In einem kleinen, mitteleuropäischen Königreich. Lili Wieler verdient sich ihren Lebensunterhalt als Tänzerin. Eines Tages lernt sie den Chauffeur von König Rupert kennen. Dieser Oswald Stigmat ist hellauf begeistert von der zartgliedrigen. jungen Frau und verliebt sich sofort in sie. Als er Lili in der todschicken Karosse seines obersten Chefs nach Hause fährt, kommt in dem Königreich wenig später das Gerücht auf, der Monarch habe eine neue Flamme. Dieses Gerücht ist Lili gar nicht recht, doch sie belässt es auf Anraten ihrer Vertrauten Mamma Watschek, die sich rührend um das junge Mädchen sorgt. Die Geschichte von des Königs neuer Geliebten bringt Rupert nun selbst auf den Plan, denn er möchte zu gern wissen, welche junge Dame ihm diesmal die Klatschpresse angedichtet hat. Er geht ins Theater, wo Lili auftritt, und besucht sie unter dem falschen Namen eines Hauptmann von Linden in ihrer Garderobe. Hier dankt er Lili für den Vortrag eines von ihm selbst verfassten Liedes. Was kaum jemand weiß: Seine Majestät ist ein begeisterter Musikus und beliebt in seiner freien Zeit hin und wieder eigenhändig zu komponieren.
Es kommt wie es kommen muss: Der König und die Tänzerin verlieben sich ineinander. Am darauf folgenden Tag soll Chauffeur Oswald in königlichem Auftrag die angebliche Geliebte, die nun zur tatsächlichen geworden ist, auf das Schloss kutschieren. Die ganze Atmosphäre der Pracht und des Prunks machen Lili jedoch ein wenig Angst. Umso froher ist sie, dort dem ihr bekannten und geliebten Hauptmann von Linden wieder zu begegnen. Erst mit dem Auftauchen von Königinmutter Therese weiß nun auch Lili, mit wem sie in letzter Zeit intensiv geflirtet hat. Die Königinmutter macht ihrem Sohn Vorwürfe, sich ausgerechnet eine kleine Tänzerin als Freundin ausgesucht zu haben, denn das, was das verarmte Königreich jetzt dringend braucht, ist eine richtig gute Partie. Eine Königshochzeit muss auch unbedingt viel Geld in die royale Staatskasse spülen. Als eines Tages die Nachricht von einer neuentdeckten Ölquelle im Lande Schlagzeilen macht, sind alle Bedenken wie fortgeblasen, und König Rupert muss nicht mehr nach einer reichen Braut ausschauen, sondern kann sich ganz auf sein Herz verlassen. Schließlich stellt er seinen Untertanen Lili als frisch gekürte Gräfin und Königin in spe vor.

## Produktionsnotizen
Meine Lippen lügen nicht entstand Mitte 1933 in Hollywood, wohin Lilian Harvey Anfang Januar 1933 von Berlin aus aufgebrochen war. Der Film wurde am 4. November 1933 in den USA uraufgeführt. Die österreichische Erstaufführung erfolgte unter dem Titel Meine Küsse lügen am 22. Dezember 1933, die deutsche in etwa zur selben Zeit
Die Kostüme entwarf Joe Strassner, Harveys langjähriger Hauscouturier beim deutschen Film, der mit ihr ebenfalls an Bord in Richtung Amerika war. Die Filmbauten entwarf Joseph C. Wright.
Henry King hatte ungenannt Teile des Films inszeniert.

## Kritik
Die Österreichische Film-Zeitung stellte vor allem Harveys „drolliges Spiel- und Tanztalent in dem reichausgestatteten Film“ heraus.